# Pseudicius cinctus
Pseudicius cinctus är en spindelart som först beskrevs av Pickard-Cambridge O. 1885.  Pseudicius cinctus ingår i släktet Pseudicius och familjen hoppspindlar. Inga underarter finns listade i Catalogue of Life.